# Petals for Armor
Petals for Armor es el álbum debut de estudio de la cantante estadounidense Hayley Williams, vocalista de la banda Paramore. Se lanzó el 8 de mayo de 2020 a través de Atlantic Records y es el primer lanzamiento en solitario de la cantante. El álbum fue precedido por dos EP, Petals for Armor I y Petals for Armor II.

## Antecedentes
Williams explicó que la inspiración detrás del título del álbum se debe a su creencia «de que la mejor manera de protegerme es ser vulnerable». El álbum fue producido por el músico, compositor y productor discográfico estadounidense Taylor York y fue escrito a lo largo de 2019 durante la pausa de Paramore después de una gira en apoyo de su quinto álbum de estudio, After Laughter (2017). En una entrevista, expresó sus sentimientos sobre el futuro del grupo, explicando que no se estaban separando, sin embargo, necesitaban tiempo para escribir y hacer giras.
En una entrevista con BBC Radio, en enero de 2020, Williams explicó su proceso para desarrollar el álbum. “Algunos de mis momentos de mayor orgullo como letrista ocurrieron mientras escribía el álbum, y pude poner mis manos un poco más sucias de lo normal cuando se trataba de instrumentación. Estoy en una banda con mis músicos favoritos, así que nunca siento la necesidad de asumir un papel como jugador cuando se trata de discos de Paramore. Sin embargo, este proyecto se benefició de un poco de ingenuidad musical y crudeza, por lo que experimenté un poco más.

## Recepción crítica
Petals for Armor en Metacritic, página web donde se le asigna una calificación normalizada de 100 a las revisiones de publicaciones convencionales, el álbum recibió un puntaje promedio de 86, basado en 5 reseñas. AnyDecentMusic? le dio 8,2 sobre 10, en función de su evaluación del consenso crítico. El sitio web Album of the Year evaluó el consenso crítico como 83 de 100, basado en 10 revisiones.

## Promoción y sencillos

### Sencillos
En diciembre de 2019, anunció en su cumpleaños que lanzaría «Simmer» en enero de 2020. La cantante reveló el título de la canción en las redes sociales el 20 de enero de 2020, después de publicar varios teasers en el transcurso de enero que presentaba una "estética oscura", con una que incluía a una persona corriendo por el bosque.
El segundo sencillo del álbum, «Dead Horse», se estrenó el 21 de abril de 2020, el tema líricamente ofrece fuerza a una versión más joven y más débil de uno mismo.

### Sencillos promocionales
Sencillos para Petals for Armor I
«Leave It Alone» se estrenó el 30 de enero de 2020 a través de Atlantic Records, como el segundo sencillo de su primer EP en solitario, Petals for Armor I. El video musical de fue dirigido por Warren Fu y sirve como secuela de su predecesor sencillo «Simmer». «Cinnamon» se lanzó el 6 de febrero de 2020 como un tercer sencillo de su proyecto Petals for Armor I junto con el lanzamiento del EP. Su vídeo musical es una secuela de «Leave It Alone».
Sencillos para Petals for Armor II
«Roses/Lotus/Violet/Iris» lanzado el 19 de marzo de 2020 con un vídeo lírico oficial, presenta a la banda de rock indie Boygenius. Para este segundo EP, Williams también lanzó las canciones «Over Yet», «My Friend» y «Why We Ever».

## Lista de canciones
| N.º   | Título                    | Escritor(es)                               | Duración |  |
| 1.    | «Simmer»                  | Hayley Williams, Taylor York y Joey Howard | 4:26     |  |
| 2.    | «Leave It Alone»          | Williams y Joey Howard                     | 4:05     |  |
| 3.    | «Cinnamon»                | Williams y York                            | 3:31     |  |
| 4.    | «Creepin'»                | Williams, Howard y Steph Marziano          | 2:58     |  |
| 5.    | «Sudden Desire»           | Williams y Howard                          | 3:07     |  |
| 6.    | «Dead Horse»              | Williams y Daniel James                    | 3:19     |  |
| 7.    | «My Friend»               | Williams y Howard                          | 3:39     |  |
| 8.    | «Over Yet»                | Williams, Howard y Marziano                | 3:39     |  |
| 9.    | «Roses/Lotus/Violet/Iris» | Williams, York y James                     | 5:18     |  |
| 10.   | «Why We Ever»             | Williams y Micah Tawlks                    | 4:23     |  |
| 11.   | «Pure Love»               | Williams y Howard                          | 3:07     |  |
| 12.   | «Taken»                   | Williams, Howard y Marziano                | 2:46     |  |
| 13.   | «Sugar on the Rim»        | Williams y York                            | 4:14     |  |
| 14.   | «Watch Me While I Bloom»  | Williams, York y James                     | 3:44     |  |
| 15.   | «Crystal Clear»           | Williams y York                            | 3:33     |  |
| 55:47 |                           |                                            |          |  |

## Créditos y personal
| Músicos - Hayley Williams – artista principal, voz principal, teclados, guitarra - Taylor York – producción, instrumentación adicional - Joey Howard – bajo, teclados, percusión - Aaron Steele – batería, percusión, programación - Benjamin Kaufman – violín | Personal adicional - Daniel James – arreglos de cuerda - Carlos de la Garza – ingeniería de mezcla - Dave Cooley – ingeniería de masterización - Kevin "K-Bo" Boettger – asistente de ingeniería - Michael Craver – asistente de ingeniería, asistente de ingeniería de mezcla - David Fitzgibbons – asistente de ingeniería, asistente de ingeniería de mezcla - Michelle Freetly – asistente de ingeniería - Jake Butler – asistente de ingeniería - Phoebe Bridgers – voces adicionales en «Petals for Armor» y «Roses/Lotus/Violet/Iris» - Lucy Dacus – voces adicionales en «Petals for Armor» y «Roses/Lotus/Violet/Iris» - Julien Baker – voces adicionales en «Petals for Armor» y «Roses/Lotus/Violet/Iris» |

## Posicionamiento en listas
| Listas (2020)                   | Mejor posición |
| ------------------------------- | -------------- |
| Alemania (Media Control Charts) | 24             |
| Bélgica (Ultratop) Flanders     | 117            |
| Irlanda (IRMA)                  | 38             |
| Reino Unido (OCC)               | 4              |